# Sola scriptura

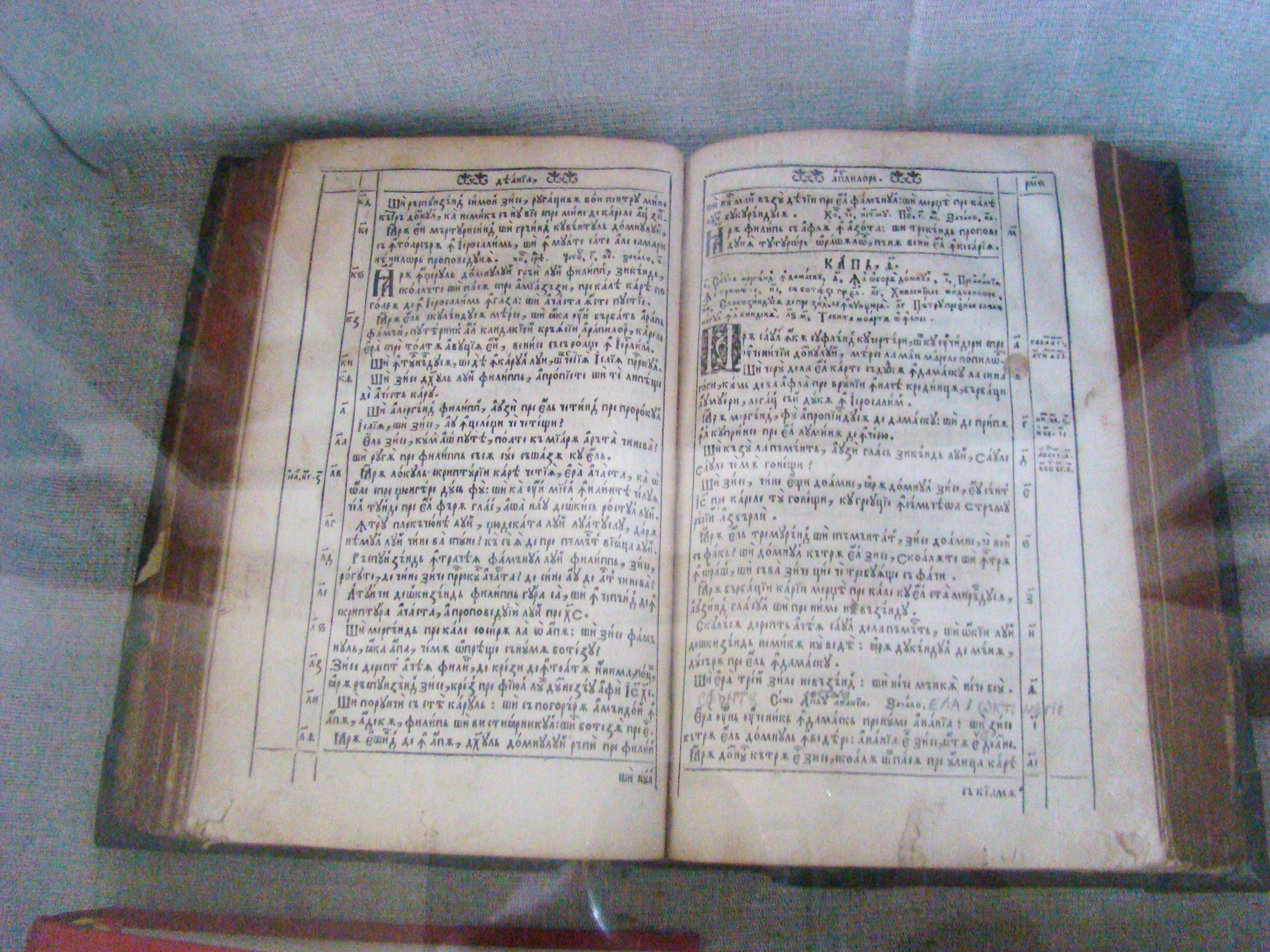
Bible (Bălgrad, Rumunsko, 1648)

Sola scriptura (lat) je jedním ze základních protestantských teologických důrazů.
Doslovně znamená „Pouze písmo“, ve významu „Pouze Písmo je plnohodnotným zjevením Boží pravdy“. Vyjadřuje víru protestantů, že všechna pravda o Bohu vychází z Bible. Tento důraz se zásadně vymezuje proti katolickému učení, podle něhož je zdrojem poznání vedle Bible také církevní tradice. Typickou definicí tohoto pravidla může být např. ta, kterou podává Lutherská církev Missourské synody:
| „                           | Latinský výraz „sola scriptura“ odkazuje k autoritě Písma svatého, sloužící jako jediná norma všeho, co se vyučuje a vyznává v církvi. Tuto autoritu si Písmo jakožto inspirované slovo Boží pro sebe nárokuje v mnoha oddílech (2Tm 3, 16 (Kral, ČEP), 2Pt 1, 20–21 (Kral, ČEP)). Mělo by zůstat na paměti, že přijímání Bible jako jediné autority pro učení nepochází z rozumových argumentů nebo z lidských tradic, nýbrž je přesvědčením vyvolaným z Ducha svatého v lidském srdci. Jinými slovy, jedná se o záležitost víry, působené Duchem svatým skrze samotné Písmo. | “ |
| — LCMS FAQs, Sola scriptura | |   |

## Teologický výklad
Pro správné pochopení postavení Písma v protestantských církvích je nejprve nutné porozumět pojmu normy učení a života církve. Protestantská teologie rozlišuje dva typy norem:
- norma normans – norma normující, tedy ta, dle které se ostatní normy posuzují, ale sama již není posuzována. V protestantismu je normou normans Písmo svaté.[2]
- norma normata – norma normovaná, závislá na normě normující. V protestantismu církevní tradice, teologická stanoviska, vyznání víry, rozhodnutí církevních sněmů apod. Norma normata musí být v souladu s normou normans, tzn. církevní vyznání, rozhodnutí, tradice a obyčeje nesmějí protiřečit učení Bible.[3]

Privilegované postavení normy normans dává Písmu svatému přesvědčení protestantů, že jediným východiskem teologického poznání je Boží zjevení v Písmu svatém a Písmo dokonale, plně a dostatečně obsahuje vše, co je potřebné k víře a životu křesťanskému a v důsledku toho k věčné spáse duší. Tím se liší od římských katolíků, kteří považují tradici církve za rovnocenný zdroj poznání Božího zjevení a oboje smí autenticky vykládat pouze učitelský úřad církve (magisterium). Protestantští teologové v této souvislosti upozorňují, že římští katolíci mají rovněž pouze jednu normu normans, kterou je římský papež – ten s konečnou platností rozhoduje o závaznosti rozhodnutí církevních sněmů a tím zprostředkovaně o kanonicitě a výkladu Písma, které je tím degradováno na pouhou normu normatu.

### Římskokatolický postoj
Římskokatolický pohled na tento problém je poněkud jiný. Např. při určování toho, které knihy Nového Zákona jsou kanonické a které nikoli, to není tak, že by Církev měla právo o tom arbitrárně rozhodnout, ale že má od Ducha sv. vedení, které jí umožňuje kanonické knihy identifikovat mezi nekanonickými. Můžeme říci, že Písmo má primát, co do věcné stránky pravdy, zatímco Církev má primát, co do její interpretace.
Jak pro katolíka, tak pro protestanta je Bible samozřejmě věcně norma normans, interpretačně však je to norma normata. Interpretační norma normans je pro katolíka magisterium Církve vedené Duchem sv.

## Související biblické texty
Římskokatoličtí apologeti často tvrdí, že pravidlo sola scriptura není nikde v samotné Bibli potvrzeno. Protestantské spisy uvádějí řadu biblických míst, například:
- Božská inspirace Písma, jeho úloha v církvi: 2Tm 3, 16 (Kral, ČEP), 2Pt 1, 20–21 (Kral, ČEP)
- Dostatečnost Písma: Lk 16, 29 (Kral, ČEP)
- Zákaz lidských přídavků: Dt 4, 2 (Kral, ČEP), Zj 22, 18 (Kral, ČEP),
- Závaznost písemné podoby: Joz 23, 6 (Kral, ČEP), korelace ústní a písemné tradice Ex 17, 14 (Kral, ČEP)

## Protestanti a tradice církve
V přístupu protestantů k církevní tradici lze vysledovat v zásadě dva hlavní postoje:
1. Bible proti tradici – přesvědčení, že výlučnost Písma je třeba uplatňovat nejen při posuzování učení církve, ale i při sestavování forem bohoslužebného, sborového a správního života církve. Veškeré z tradice zděděné liturgické formy či struktury církevního úřadu a služby jsou „nebiblické nálezky“ (bez ohledu na to, zda jejich obsahová stránka je nebo není v rozporu se svědectvím Bible) a důsledky „velkého odpadnutí“ po legalizaci církve za císaře Konstantina. Tento postoj je častý v radikálních protestantských skupinách převážně evangelikálního typu a je často doprovázen fundamentalismem a biblicismem. Někdy bývá také charakterizován jako „solo scriptura“.
2. Bible nad tradicí – postoj, který bere vážně tradici církve jako známku její prostorově časové kontinuity, pokud není v rozporu se svědectvím Bible. Toto je postoj hlavních proudů klasické reformace. Ta považuje svědectví křesťanských mimobiblických textů za autentická, míra autenticity ovšem závisí na míře shody s Písmem svatým. Rovněž v otázce bohoslužebných či církevně správních tradic nechává jednotlivým společenstvím svobodu, podmíněnou pouze nerozporností s Biblí:

| „                      | Psaní pak doktorů a učitelů církve, zvláště starých, ač také za pravá i užitečná máme i jich ku poučování užíváme, ne však v tom stupni víry hodnosti jako Písma Božská, ale podle pravidla víry potud, pokudž se s Písmy Svatými srovnávají. | “ |
| — Bratrské vyznání I.5 | |   |

| „                              | Ostatním vyznáním víry a spisům, jichž se zde dovoláváme, nepřipadá totéž postavení jako Písmu svatému, ale jen vážnost svědectví a vysvětlení víry, jak bylo Písmo svaté během času chápáno a vykládáno v církvi Boží, když v některých bodech vyvstávaly spory, a jak byly přitom přemoženy a zavrženy nauky Písmu protiřečící. | “ |
| — Formule svornosti, Epitomé 8 | |   |

| „                              | Proto nepohrdáme výklady řeckých a latinských svatých Otců a nezavrhujeme jejich rozpravy a pojednání o svatých věcech, pokud se srovnávají s Písmy ... Stejně je třeba posuzovati také ustanovení a usnesení koncilů. | “ |
| — Druhé helvetské vyznání II.2 | |   |

| „                            | Když se tedy náš způsob mše opírá o příklad církve podle Písma a podle Otců, doufáme, že nemůže být odsouzen, zvláště když se u nás veřejné obřady zachovávají z valné části tak, jak se jich užívalo dříve. | “ |
| — Augsburské vyznání XXIV.40 | |   |

O kritickém respektu k tradici mezi tradičními protestanty svědčí fakt, že se reformační konfese v argumentaci vedle Bible opírají z velké části právě o staré církevní Otce a mnozí reformátoři a reformační teologové byli rovněž velkými znalci patristiky. V odpovědi na často uváděnou námitku římskokatolických apologetů ohledně 2Te 2, 15 (Kral, ČEP) o předávání učení „slovem i dopisem“ (εἴτε διὰ λόγου εἴτε δι’ ἐπιστολῆς), které vztahují na ústní tradici a Bibli, připouští protestantská theologie kanonicitu rané ústní tradice do sepsání a fixace biblického kánonu, obě tyto tradice však musí být obsahově totožné:
| „                                                        | Toto Kristovo a apoštolské učení, skrze které byla přijata pravá víra prvotní církve, apoštolové nejprve předávali ústně, bez psaní, ale později, nikoliv z lidského úradku, nýbrž z Boží vůle je odevzdali v Písmu. Co z toho můžeme vyvodit? Že to je to samé učení, které přejali od Syna Božího, které kázali ústně, skrze které prvotní církev přijala jedinou pravou a živou víru od apoštolů a předala ji v Písmu. | “ |
| — Martin Chemnitz, Zkoumání Tridentského sněmu I., s. 81 | |   |

Mezi starověké církevními teology, jichž se protestanti dovolávají, patří např. Řehoř z Nyssy:
| „                               | Cokoli není podepřeno svědectvím Písma, odmítáme jako falešné. | “ |
| — De Cognitione Dei, PG 46:1115 |                                                                |   |

Bibli kladou nad tradici teologové až do vrcholného středověku; ještě u Tomáše Akvinského nacházíme názor, že...
| „                                             | ...jen kanonické Písmo je měřítkem víry. | “ |
| — Super Evangelium S. Ioannis Lectura, n.2656 |                                          |   |

## Historie
Autorství sola scriptura se přičítá Lutherovi. Přitom v symbolických knihách lutherských církví je toto pravidlo (na rozdíl od sola fide a sola gratia) explicitně vyjádřeno až ve Formuli svornosti, která vznikla po Lutherově smrti. Snaha o uznání Písma svatého jako jediné rozhodčí autority se však objevuje již v české reformaci, v podobě tzv. Soudce chebského, jímž se měly rozsuzovat sporné otázky na jednání katolíků s husity na Basilejském koncilu r. 1432. Od 8. století se tendence v duchu hesla sola scriptura objevují i v židovském prostředí, a to kritikou rabínské tradice „ze strany karaitského hnutí“.